# Takács Pál
Takács Pál (Marosgombás, 1913. május 18. – Bukarest, 1986. december 25.) erdélyi magyar pedagógiai író, helytörténész.

## Életútja, munkássága
A nagyenyedi Bethlen Gábor Kollégium Tanítóképzőjében végzett. Tanított Borsabányán (1934–38), tanítója (1938–48) és igazgatója (1940–48) volt a bukaresti református elemi iskolának. 1944 őszén romjaiból élesztette újra a háborúban bombatalálatot szenvedett iskolát, biztosítva a bukaresti magyar nyelvű oktatás folytonosságát. Az 1948. évi oktatási reformot követően az államosított iskola, ill. az 1949-ben létesített Magyar Vegyes Líceum, az első bukaresti magyar középfokú oktatási intézmény tanítója és igazgatója (1948–51). Miután megszerezte a matematika tanári diplomát, az időközben többször nevet változtatott, sok változáson átment bukaresti magyar középiskolában tanított nyugdíjazásáig (1975).
Pedagógiai tevékenysége mellett fiatal korától cikkezett iskolai problémákról a bukaresti Egyházi Újság, Romániai Magyar Szó, Előre, Tanügyi Újság, A Hét, Ifjúmunkás hasábjain. Nyugdíjba vonulása után dokumentációs anyagot gyűjtött a bukaresti magyar nyelvű oktatás és közművelődés történetéhez, amelyből részleteket közölt az Ifjúmunkásban és A Hétben (1981). Magyar dal- és zeneművelés Bukarestben 1856–1944 között c. dolgozatát a Bukaresti Petőfi Művelődési Társaság Értesítője közölte (Bukarest, 1991–93).
Bán Imrével közös fordításában jelent meg Vonház József Barkácsoljunk háztartási eszközöket, tárgyakat és berendezéseket  c. könyve (Bukarest, 1972).